# Eric Erlandson
 (mars 2019).
Si vous disposez d'ouvrages ou d'articles de référence ou si vous connaissez des sites web de qualité traitant du thème abordé ici, merci de compléter l'article en donnant les références utiles à sa vérifiabilité et en les liant à la section « Notes et références ».
Eric Erlandson est né le 9 janvier 1963 à Los Angeles, en Californie. Il est le cofondateur du groupe rock/grunge Hole (avec Courtney Love), et fut son guitariste durant toute la durée de vie du groupe, de 1989 à 2002. En effet, le groupe annonce sa dissolution en mai 2002.
Il a une relation avec la bassiste Kristen Pfaff de Hole, qui meurt d'une overdose d'héroïne en 1994, deux mois après la sortie de l'album Live Through This.
Après la séparation du groupe, il reste en contact avec Melissa Auf der Maur et accepte de jouer de la guitare dans un des morceaux (Would if I could) de l'album solo Auf der Maur de son amie.
Il a également produit l'album du groupe Hole nommé Celebrity Skin sorti en 1998.
En 2007, il rejoint le groupe de Vincent Gallo, RRIICCEE.